# Cerdillo
Cerdillo (en senabrés Cerdiellu) es una localidad española del municipio de Trefacio, en la provincia de Zamora y la comunidad autónoma de Castilla y León.
Esta pequeña localidad de la comarca de Sanabria tiene en la calidad de su medio ambiente su verdadero protagonista.

## Localización
Cerdillo se encuentra situado antes de llegar a Murias desde Trefacio, dentro del municipio de Trefacio.

## Historia
Durante la Edad Media Cerdillo quedó integrado en el Reino de León, cuyos monarcas habrían acometido la repoblación de la localidad dentro del proceso repoblador llevado a cabo en Sanabria. Tras la independencia de Portugal del reino leonés en 1143 habría sufrido por su situación geográfica los conflictos entre los reinos leonés y portugués por el control de la frontera, quedando estabilizada la situación a inicios del siglo XIII.
Posteriormente, en la Edad Moderna, Cerdillo fue una de las localidades que se integraron en la provincia de las Tierras del Conde de Benavente y dentro de esta en la receptoría de Sanabria. No obstante, al reestructurarse las provincias y crearse las actuales en 1833, la localidad pasó a formar parte de la provincia de Zamora, dentro de la Región Leonesa, quedando integrado en 1834 en el partido judicial de Puebla de Sanabria.
Finalmente, en torno a 1850, el antiguo municipio de Cerdillo se integró en el de Trefacio.

## Población
Cuenta con un censo de once habitantes (INE 2016). Al igual que los demás pueblos sanabreses, padeció una fuerte emigración durante los años 50 y 60 del siglo XX, siendo Madrid, Barcelona y Bilbao los principales destinos de acogida. La historia de la emigración de esta localidad se remonta también a generaciones anteriores, que en menor medida hizo que parte de la juventud se trasladara a destinos transatlánticos como Argentina y Cuba, entre otros.